# 开启桥

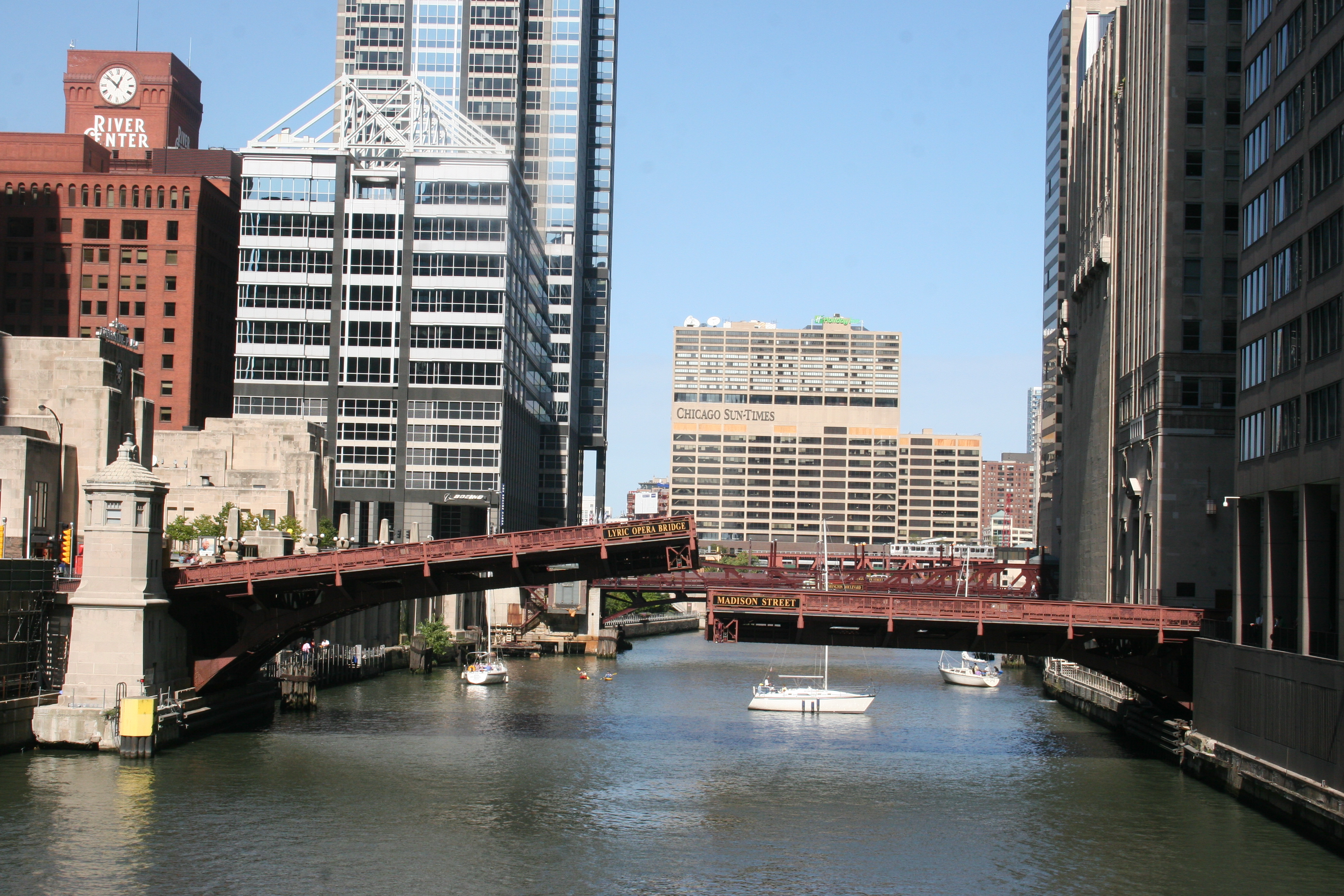
美國伊利諾州芝加哥河的開合橋樑

開啟橋（英語：Moveable bridge），亦称活动桥、开合桥或可動橋，是為通航需要，桥身能以立转、平转、直升等方式開合的橋樑。适用於交通不很频繁而须航行高大船只的河道或港口，优点是墩台较低，因而能减少两岸引桥和路堤的工程量；但需要增加机械维修费用。

## 種類

### 空橋

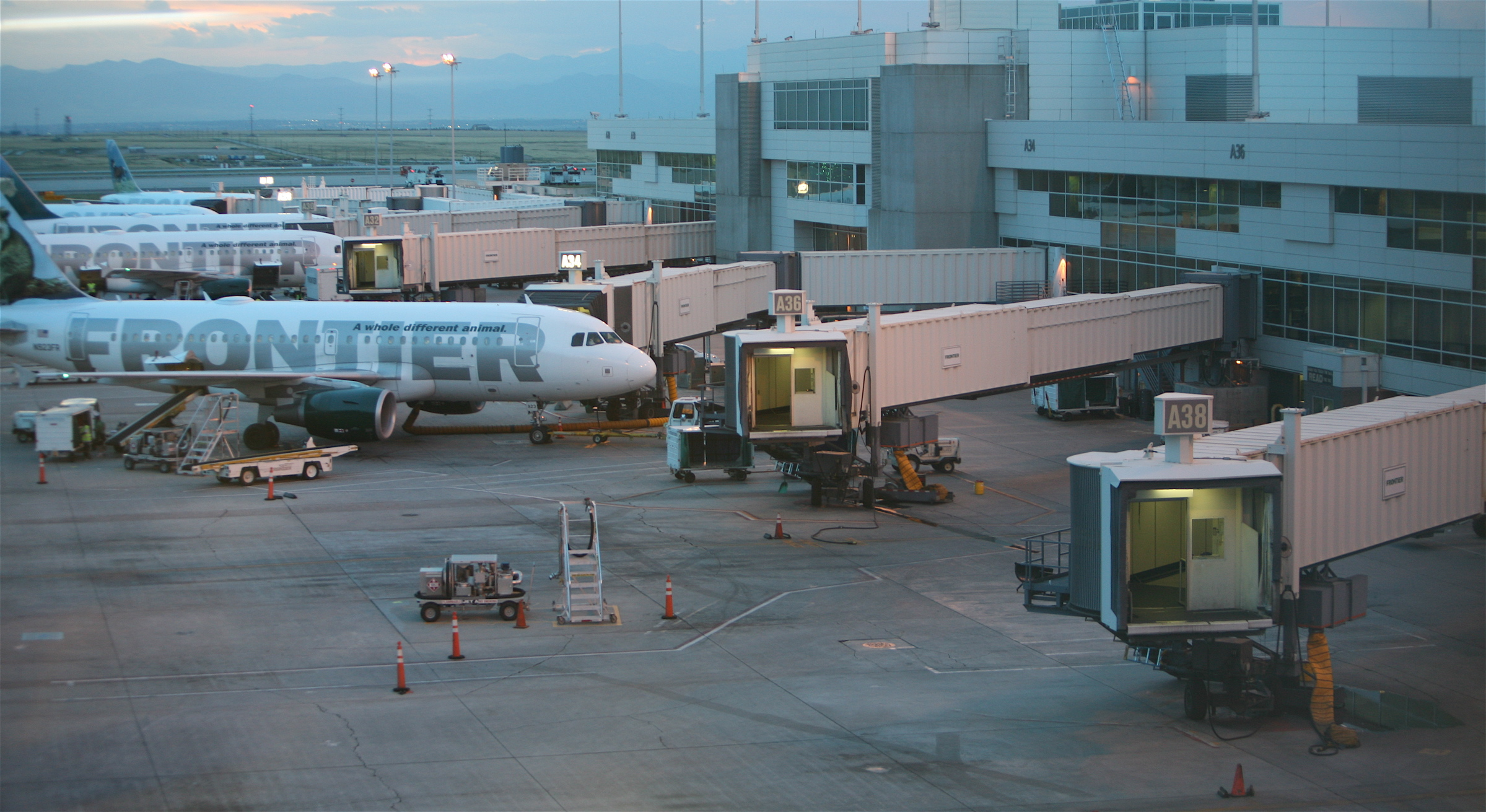
位於丹佛國際機場的空橋

空橋，或稱登機橋，是一種機場航站樓內的設施，從登機門延伸至機艙艙門，方便乘客進出機艙。
在空橋問世之前，乘客必須步行與地面同高的柏油路上，再爬上移動式登機梯，此種登機方法仍在世界多數機場使用，但通常都是只能容納小型飛機的小型機場。首座美國的空橋在1959年7月於舊金山國際機場搭建。

## 著名例子

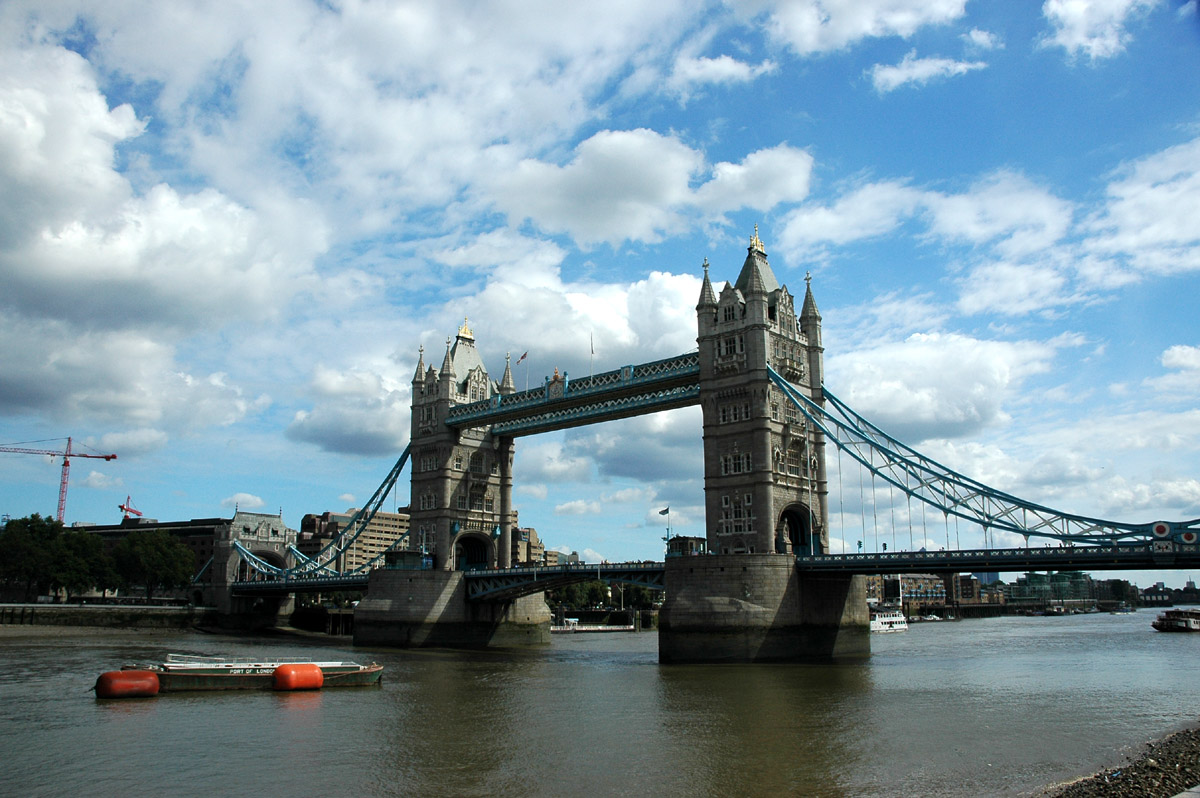
倫敦塔橋

### 倫敦塔橋
倫敦塔橋（Tower Bridge）是位於英國倫敦一座橫跨泰晤士河的鐵橋，因位於倫敦塔附近而得名。倫敦塔橋有時被誤稱為倫敦橋（London Bridge），其實真正的倫敦橋是另一座完全不同的橋樑，位於倫敦塔橋的上游。

### 飛馬橋
飛馬橋（Pegasus Bridge）座落於卡昂運河（Caen Canal）上，鄰近兀斯特罕（Ouistreham），是君主行動時，英軍第6空降師的主要目標，該師部隊於1944年6月6日乘滑翔機於飛馬橋附近著陸。飛馬橋就是以當時英軍士兵臂章上的飛馬命名，以紀念這次戰事。

## 圖片

釣橋
上開橋
摺疊橋（英语：Folding bridge）
捲橋
升降橋
桌橋
伸縮橋（英语：Retractable bridge）
旋開橋（英语：Rolling bascule bridge）
潛水橋
傾斜橋（英语：Tilt bridge）
平轉橋
運渡橋

## 外部連結
- （英文）Moveable Bridges in the British Isles （页面存档备份，存于）